# Glaucó de Tars
Glaucó de Tars (en llatí Glaucon, en grec antic Γλαύκων) fou un escriptor grec nadiu de Tars, que va escriure sobre Homer i va dirigir una escola literària sobre aquest autor.
Va escriure també una obra titulada γλώσσαι. Tant l'autor com la seva obre són mencionats per un escoli a Homer i per Ateneu de Naucratis.